# Consorzio nazionale per l'ammortamento del debito pubblico
Il Consorzio nazionale per l'ammortamento del debito pubblico (o Cassa ammortamento debito pubblico) fu un ente italiano istituito nel 1866 e sciolto nel 1930, avente come scopo quello di contribuire a finanziare il debito pubblico italiano.

## Storia
Venne istituito in un periodo particolarmente difficile per le finanze del Regno d'Italia e, per tradizione, vedeva alla sua guida personaggi di sangue reale particolarmente vicini al sovrano regnante: dapprima il principe Eugenio di Carignano, poi il principe Amedeo d'Aosta, poi il principe Tommaso, duca di Genova. La sede rimase a Torino, anche se la capitale era stata spostata a Firenze e poi a Roma.
La popolazione era sollecitata a conferire denaro, mediante offerte spontanee, utilizzato per acquistare titoli di debito pubblico e gli interessi percepiti venivano utilizzati per l'acquisto sul mercato di altri titoli di Stato. Di fatto però le somme raccolte provenivano soprattutto dai comuni.
Nell'agosto del 1927, nell'ambito delle politiche di rivalutazione della Lira, venne istituita la Cassa autonoma di ammortamento dei debiti dello Stato, destinata all'ammortamento del debito interno. La 'vecchia' Cassa fu considerata superata e i titoli di Stato posseduti, ammontanti a oltre 127 milioni di lire con rendita annua di oltre 7 milioni, furono distrutti tramite incenerimento. A sua volta la nuova Cassa fu soppressa nel 1945, ma tale denominazione è stata più volte ripresa con l'originario carattere di raccoglitore delle erogazioni spontanee dei privati.